# Nihonmatsu
Nihonmatsu (二本松市 Nihonmatsu-shi?) es una ciudad localizada en la prefectura de Fukushima, Japón. En junio de 2019 tenía una población de 55 620 habitantes y una densidad de población de 161 personas por km². Su área total es de 344,42 km².

## Geografía

### Municipios circundantes
- Prefectura de Fukushima
  - Fukushima
  - Kōriyama
  - Tamura
  - Motomiya
  - Namie
  - Katsurao
  - Kawamata
  - Ōtama
  - Inawashiro

## Demografía
Según datos del censo japonés, la población de Nihonmatsu ha disminuido en los últimos años.
| Año del censo | Población |
| ------------- | --------- |
| 1995          | 67.269    |
| 2000          | 66.077    |
| 2005          | 63.178    |
| 2010          | 59.871    |
| 2015          | 58.162    |